# Oldenlandia arenarioides
Oldenlandia arenarioides là một loài thực vật có hoa trong họ Thiến thảo. Loài này được Willd. ex Schult. mô tả khoa học đầu tiên năm 1827.